# Bernard de Saxe-Weimar-Eisenach
Le prince Charles Bernard de Saxe-Weimar-Eisenach (30 mai 1792 – 21 juillet 1862) est un militaire qui devient en 1815, après le Congrès de Vienne, colonel d'un régiment au service du roi des Pays-Bas. Il se bat aux batailles des Quatre-Bras et de Waterloo où il commande la 2e brigade de la 2e division hollandaise puis lutte vainement contre les désirs d'indépendance des Belges.

## Biographie

### Jeunesse
Le prince Bernard, septième fils de Charles-Auguste, grand-duc de Saxe-Weimar-Eisenach, est né le 30 mai 1792 à Weimar. Il s'engage dans l'armée prussienne et en 1806, il combat dans l'armée de Hohenlohe-Ingelfingen. Vers 1809, il s'engage dans l'armée saxonne et combat sous les ordres du maréchal Bernadotte à la bataille de Wagram. Plus tard, il se met au service des Pays-Bas.

### Carrière militaire

#### La campagne de Waterloo
Les troupes de la 2e brigade de la 2e division hollandaise, que commande le prince Bernard, sont les premières des troupes alliées à atteindre le carrefour des Quatre Bras. La 2e brigade, bientôt rejointe par la 1re, teint position à ce carrefour pendant environ vingt-quatre heures, depuis la fin de l'après-midi du 15 juin 1815 jusqu'à 15 heures le lendemain, ce qui empêche le maréchal Ney et l'aile gauche de l'armée du Nord de prendre le carrefour avant l'arrivée du gros des troupes de la coalition. Le maintien de cette position par ces deux brigades est une des actions les plus importantes des troupes alliées de toute la campagne de Waterloo.
À la bataille de Waterloo, le prince Bernard commande les forces alliées qui contrôlent les fermes de Papelotte, Fichermont et La Haie, à l'extrémité gauche des lignes de Wellington. Ces positions sont stratégiquement importantes, parce que si elles avaient été abandonnées cela aurait permis aux Français d'attaquer Wellington par le flanc, mais aussi parce que c'est de cette direction que Wellington devait recevoir des renforts prussiens. Bien qu'au cours de la bataille la IVe division de Durutte prend temporairement pied à Papelotte, la ferme ne fut jamais prise.

#### Chef d’État-major aux Pays-Bas

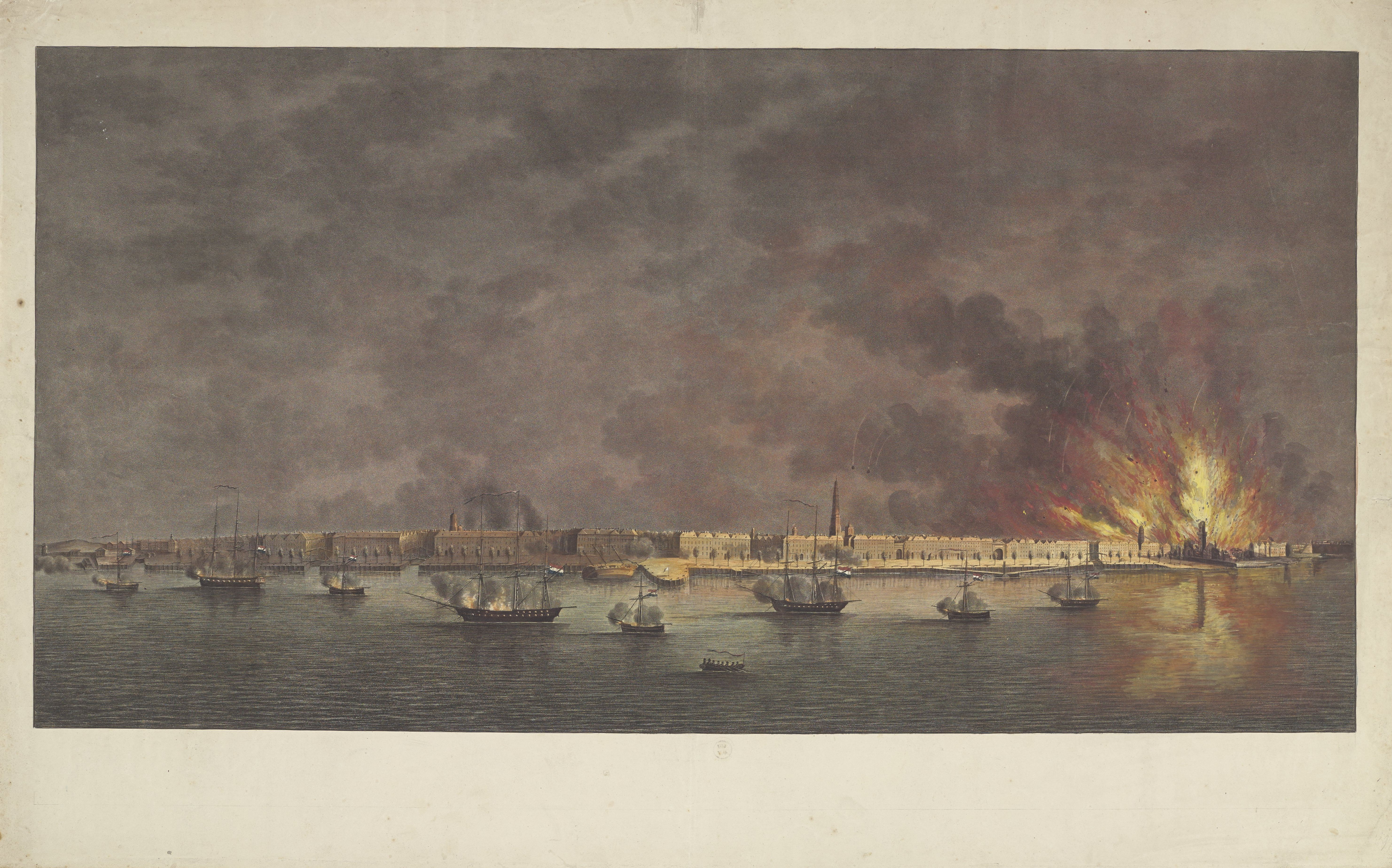
Le bombardement d'Anvers, ordonné par Bernard de Saxe-Weimar-Eisenach le 27 octobre 1830.

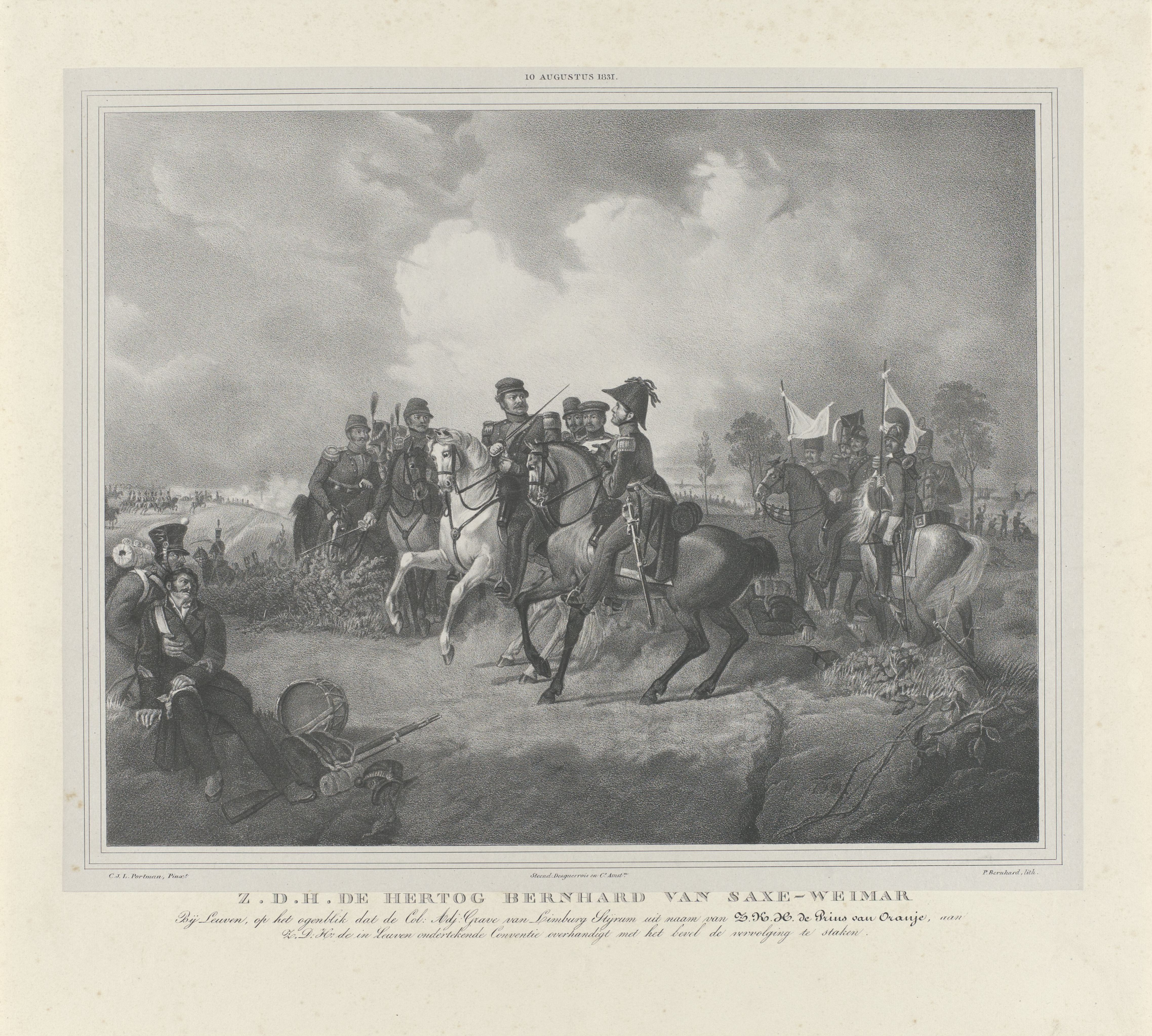
Le duc de Saxe-Weimar à la bataille de Louvain, lors de al campagne des Dix-Jours.

Général-major de l'armée du Royaume uni des Pays-Bas, il commande la 2e division d’infanterie à Gand lorsqu'éclate la révolution belge en août 1830. Pendant les Journées de Septembre, il est appelé à Bruxelles le 26 septembre pour y remplacer le général Abraham Schuurman (nl) à la tête de l'infanterie néerlandaise, mais il arrive trop tard : l'armée du prince Frédéric est vaincue et se retire de la ville dès le 27. Il apprend la retraite de l'armée alors qu'il arrive au quartier-général de campagne à Vilvorde. Rejoignant ses troupes, qui vont de défaites en défections au cours de la guerre belgo-néerlandaise, il est blessé le 22 octobre à la bataille de Berchem (nl). Il se réfugie ensuite avec ses hommes dans la citadelle d'Anvers d'où, lors de la prise de la ville par l'armée des révolutionnaires, il ordonne au général David Chassé, qui commande alors la place forte, de bombarder Anvers le 27 octobre 1830, causant la mort de 85 personnes et des destructions majeures. 
Il se distingue ensuite en tant que commandant d'une division néerlandaise pendant la campagne des Dix-Jours et commande les forces armées des indes orientales néerlandaises de 1847 à 1850.

### Gouverneur du Luxembourg
À la suite du décès de Jean-Georges Willmar le 1er janvier 1831, Bernard de Saxe-Weimar est nommé gouverneur du Luxembourg par Guillaume Ier, Grand-duc de Luxembourg et roi des Pays-Bas. Il ne restera à cette place que quelques mois, remplacé dès le 27 mai par Frédéric-Guillaume de Goedecke. Avec le mouvement orangiste, il jouera toutefois un rôle majeur de soutien au Grand-duc Guillaume pendant la période troublée de la question du Luxembourg, en pleine guerre belgo-néerlandaise et ce après la révolution belge, puis l'annexion du Grand-duché par la Belgique, tout récemment indépendante du Royaume uni des Pays-Bas.
Le 5 mars 1831, il s'adresse aux habitants de la sorte :

« Habitants du Grand-duché de Luxembourg !
La situation politique du royaume a décidé le Roi à donner au Grand-duché une administration particulière et séparée de celle des autres provinces.
Cette administration, composée principalement d’indigènes, agira avec une parfaite connaissance du pays ; elle aura toujours égard au caractère et aux besoins des habitants.
La confiance du Roi m’a placé à la tête de cette administration ; Habitants du Grand-duché, j’espère obtenir le vôtre.
Les droits de la maison royale sur ces pays, ainsi que ses relations avec la confédération germanique, ont été reconnus et maintenus par la conférence de Londres. Il dépendait du Roi de faire établir son autorité par les forces de la confédération, mais il a préféré de vous laisser le temps de retourner à vos devoirs, avant que de faire peser sur ce pays la charge d’une occupation militaire. Je recevrai les adhésions qui me seront données par écrit ou verbalement pendant un mois, à compter de ce jour.
Je suis arrivé parmi vous pour faire connaitre les intentions paternelles du Roi ; Habitants du Luxembourg, obéissez à son appel. Vos devoirs sont d’accord avec vos intérêts bien entendus. »

### Les voyages et la passion des mathématiques
Le prince Bernard avait accompagné toute son enfance son père dans ses voyages. En 1811, il séjourna successivement à Vienne, Graz, Bologne et découvrit les collections d'antiquités de Rome au début de 1812. Chef d'État major des Pays-Bas, il reprit ses voyages en 1823 : il passa d'abord plusieurs mois en Grande-Bretagne et en Irlande avec un intérêt particulier pour les usines modernes, les mines et les écoles d'ingénieur. Au mois d'avril 1825, il partit pour l'Amérique du Nord : en l'espace de onze mois (du 26 juillet 1825 au 16 juin 1826) il traversa les États-Unis et le Canada, et pensa même s'y retirer : il a laissé de ce voyage des carnets extrêmement intéressants.
Au terme de la Revolution belge, Bernhard et son frère aîné, le prince Guillaume (1819–1839), accepta en 1837 l'invitation du tsar Nicolas Ier : ils visitèrent Saint Petersbourg, Novgorod, Moscou, Toula et Kiev, où ils rencontrèrent le prince Paskevitch, gouverneur de Pologne. Ils assistèrent aux opérations d'entraînement militaire à Voznessensk en Ukraine. Reprenant leur voyage vers la Crimée, ils séjournèrent à Odessa avant de reprendre le bateau pour Constantinople, la Sicile, Naples et enfin Rome. Bien que son fils aîné y contractât le typhus,  le duc repartit pour la Hollande : son fils y mourut de pneumonie. Après le renvoi d'une grande partie de l'armée néerlandaise (1837), le duc Bernard démissionna de l'armée. Il se retira d'abord à Mannheim, où il retrouva un cercle de lettrés d'Heidelberg chez son hôtesse, la princesse Stéphanie de Beauharnais. Passionné de géométrie, en particulier de la recherche des nombres constructibles, il a composé en manuel de géométrie en 2 volumes, paru en 1842 à Iéna. En 1847, il partit avec sa famille à Madère, à l'invitation de sa belle-sœur Adélaïde de Grande-Bretagne et d'Irlande.
À son retour, il accepta de prendre le commandement de l’Armée royale des Indes néerlandaises à Java, mais fut rapatrié pour raisons de santé (il venait de perdre sa femme) au bout de trois ans. Il partagea désormais son temps entre Weimar et Liebenstein. Frappé de nouveau par la maladie en 1861, il s'éteignit l'année suivante.

## Famille
Il épouse Ida de Saxe-Meiningen, fille de Georges Ier de Saxe-Meiningen le 30 mai 1816 à Meiningen. Ils ont les enfants suivants :
- Louise Wilhelmine Adélaïde (31 mars 1817 – 11 juillet 1832).
- Guillaume Charles (25 juin 1819 – 22 mai 1839).
- Amélie Auguste Cécile (30 mai 1822 – 16 juin 1822)
- Édouard de Saxe-Weimar-Eisenach (11 octobre 1823 – 16 novembre 1902), qui entre dans l'armée britannique, sert lors de la Guerre de Crimée, devient colonel du 1er Life Gardes, et plus tard, maréchal britannique marié Lady Augusta Gordon-Lennox. Sans descendance.
- Hermann de Saxe-Weimar-Eisenach (1825–1901) (4 août 1825 – 31 août 1901), épouse la princesse Augusta de Wurtemberg; une de ses filles, Pauline épouse Charles-Auguste de Saxe-Weimar-Eisenach (1844-1894).
- Frédéric-Gustave Charles (28 juin 1827 – 6 janvier 1892), marié à Pierina Marocchia nobile di Marcaini, créé Baronne de Neuperg (23 mai 1872). Pas de descendance.
- Anne Amélie Marie (9 septembre 1828 – 14 juillet 1864).
- Amélie de Saxe-Weimar-Eisenach (20 mai 1830 – 1er mai 1872), qui épouse Henri d'Orange-Nassau.